# راينر توريس
راينر توريس (بالإسبانية: Rainer Torres)‏ (12 يناير 1980 في بيرو - ) هو مدرب كرة قدم ولاعب كرة قدم بيروفي في مركز الوسط. شارك مع منتخب بيرو لكرة القدم. أما مع النوادي، فقد لعب مع الجامعي دي بيرو ونادي دويسبورغ ونادي سبورتينغ كريستال ونادي ميلغار أريكيبا ونادي ليوبن ‏.

## وصلات خارجية
- راينر توريس على موقع الاتحاد الدولي (مؤرشف)  (الإنجليزية)
- راينر توريس على موقع قاعدة بيانات كرة القدم.إي يو (الإنجليزية)
- راينر توريس على موقع ناشيونال فوتبول تيمز (الإنجليزية)